# Fikret Hakan
Fikret Akan, nato Bumin Gaffar Çitanak (Balıkesir, 23 aprile 1934 – Kartal, 11 luglio 2017), è stato un attore turco.

## Biografia
Attore prolifico della cinematografia turca, partecipa ad oltre cento pellicole nella sua carriera. 
Nasce in una famiglia borghese, il padre insegnante di letteratura e la madre infermiera; si trasferisce a Istanbul per studiare, diplomandosi al Liceo Galatasaray. In quegli anni scopre la passione per il teatro, e nel 1951 debutta con la regia di Muhsin Ertuğrul; due anni dopo esordisce come attore cinematografico.

## Filmografia
- Istanbul'da ask baskadir, regia di Süreyya Duru (1961)

- Kesanli Ali destani, regia di Atif Yilmaz (1964)
- Ölüm tarlasi, regia di Atif Yilmaz (1966)
- Bersaglio umano (Target: Harry), regia di Roger Corman (1969)
- Al soldo di tutte le bandiere (You Can't Win 'Em All), regia di Peter Collinson (1970)
- Il sesso del diavolo - Trittico, regia di Oscar Brazzi (1971)
- Hasret, regia di Remzi Jöntürk (1971)
- Yalanci, regia di Osman Sinav (1994)

## Premi e riconoscimenti

### Festival internazionale del cinema di Adalia
- 1965: - Miglior attore per Kesanli Ali destani
- 1968: - Miglior attore per Ölüm tarlasi
- 1971: - Miglior attore per Hasret
- 1993: - Miglior attore non protagonista per Yalanci